# سامبا أداما
سامبا أداما هو مصارع هاوي موريتاني، ولد في 12 نوفمبر 1955.

## وصلات خارجية
- سامبا أداما على موقع أوليمبيديا (الإنجليزية)